# 6408 Saijo
6408 Saijo è un asteroide della fascia principale. Scoperto nel 1992, presenta un'orbita caratterizzata da un semiasse maggiore pari a 2,8728162 UA e da un'eccentricità di 0,0314038, inclinata di 1,56718° rispetto all'eclittica.